# Спасение!
Спасение (на английски: Saved!) е тийнейджърска комедия от 2004 г. с елементи на религиозна сатира. Във филма играят любими звезди на младото поколение като Маколи Кълкин, Джена Малоун и Менди Мор.

## Тема
Внимание:  Текстът по-долу разкрива сюжета на произведението (или части от него)!
Главната героиня във филма Мери (Малоун) е добро възпитано момиче, което учи в християнско училище, има много приятели и „перфектното момче“ - Дийн (Чад Фауст).
Нейните дни и тези на приятелите ѝ преминават весело и приятно докато един слънчев ден в края на лятото започват проблемите. Дийн съобщава на приятелката си, че мисли, че е гей. Това плаши младата девойка и тя решава да му помогне всячески да се „отърве от това проклятие“. След безкрайна поредица от безуспешни опити момичето решава, че единствения начин да помогне на гаджето си е да преспи с него. И това не помага и родителите на Дийн го изпращат в известната клиника „Мърси Хаус“.
Междувременно учебната година започва и Мери се връща при приятелите си Хилари Фей (Мор) – вманиачено християнско момиче, чиято единствена цел е спасението на всички езичници и нейния брат Ролънд (Кълкин) – младо момче останало инвалид след ужасна злополука. Хилари Фей среща новата си „жертва“ за спасяване – бунтарката Касандра (Ева Амури), която е единствената еврейка в християнското училище. Мери се запознава със симпатичния син на отец Скип (Мартин Доновън) – Патрик, който е скейтбордист. Касандра и Ролънд намират общ език и започват да излизат заедно.
Докато нещата за тях вървят добре, при Мери проблемите не свършват. Тя разбира, че е бременна от приятеля си гей Дийн, а в същото време Хилари Фей разпрострянява из училището истината за Дийн. Мери се ядосва и двете приятелки се скарват жестоко. Тя започва да се събира с Касандра и Ролънд, които разбират проблема ѝ и я подкрепят. Също така Патрик започва да се влюбва в Мери без да знае, че е бременна, въпреки непрестанните намеци от страна на Хилари Фей. Когато тя разбира, че симпатичният сърфист харесва бившата ѝ най-добра приятелка, тя побеснява и изписва със спрей ужасни послания на входа на училището. Когато отец Скип разбира той изключва Касандра и Мери, смятайки ги за виновни. Докато една учителка се рови в шкафчето на Мери, тя намира ренгенова снимка на бебето ѝ, така всички в училище научават за бременността на момичето.
Във вечерта на училищния бал, въпреки че са изключени, Мери и Касандра отиват заедно и Ролънд и Патрик. Там се появява също и бившият приятел на Мери – Дийн заедно с неговия партьор. Когато Хилари Фей ги вижда тя настоява да ги изхвърлят. Но те я изобличават пред всички, показвайки доказателства, че тя е написала ужасните надписи. Тогава тя полудява напълно и шофирайки с колата си тя се блъска в статуята на Исус Христос на входа. Междувременно водите на Мери изтичат и те викат линейка. В крайна сметка всички разбират грешките си и се сдобряват, радвайки се на дъщерята на Мери.